# Cantone di Manosque-Nord
Il Cantone di Manosque-Nord è stata una divisione amministrativa dell'arrondissement di Forcalquier soppressa dal 2015, dopo essere stata istituita nel 1973 dalla suddivisione di quello che fino a quel momento era il Cantone di Manosque.
A seguito della riforma approvata con decreto del 24 febbraio 2014, che ha avuto attuazione dopo le elezioni dipartimentali del 2015, la divisione in cantoni della città di Manosque è stata ridisegnata mentre gli altri due comuni sono stati accorpati al Cantone di Manosque-2.

## Composizione
Comprendeva parte della città di Manosque e 2 comuni:
- Saint-Martin-les-Eaux
- Volx